# Франачко-аварски ратови
Франачко-аварски ратови вођени су 791. и 795. године у оквиру франачке експанзије и завршени су уништењем аварске државе. 

## Први франачко-аварски рат
После коначног освајања Баварске 788. године, Франачка је у Панонској низији дошла у непосредни судар са Аварима, дотадашњим баварским савезницима. Карло Велики, син Пипина Малог кренуо је на њих 791. године са лангобардским контингентом кроз Крањску у Подунавље, опустошио је земљу, тукао Аваре 23. августа, заузео неке рингове авара и вратио се назад. Нешто касније те године, две франачке колоне кренуле су са севера левом и десном обалом Дунава против Авара. Потребе су превозили реком. Пошто су се састале код Лорха на реци Енсу у Горњој Аустрији, прешле су 7. септембра аварску границу под вођством Карла Великог који је тек тада објавио рат Аварима. Франци су стигли Дунавом до ушћа Рабе без отпора. После 52 дана пустошења, Карло је напустио аварску територију. Мада нигде није дошло до борбе, Карло је у том походу изгубио велики број људи и девет десетина коња.

## Други франачко-аварски рат
Искористивши неслогу Авара, Ерих, војсковођа Карла Великог кренуо је на њих 795. године у савезу са словенским кнезом Војнимиром. Прешао је замрзнути Дунав и заузео главни ринг Авара између Дунава и Тисе. Наредне године је Карло поново упао у Подунавље за лангобардским и баварским позивом и порушио главни ринг. Уништивши моћ Авара, Франци су своју државу проширили до Тисе и освојили велики плен којег су аварски кагани вековима накупили пљачком. 